# Zsa Zsa Gabor
Zsa Zsa Gabor, właśc. Sári Gábor (ur. 6 lutego 1917 w Budapeszcie, zm. 18 grudnia 2016 w Los Angeles) – amerykańska aktorka węgierskiego pochodzenia.

## Życiorys

### Wczesne lata
Urodziła się w rodzinie węgierskich Żydów w Budapeszcie, jako jedna z trzech córek zawodowego żołnierza Vilmosa Farkasa Gábora (ur. 19 września 1881, zm. 7 lipca 1962) i jubilerki Janki „Jolie” Tilleman (ur. 30 września 1896, zm. 1 kwietnia 1997). Miała dwie siostry: Evę (ur. 11 lutego 1919, zm. 4 lipca 1995) i Magdę (ur. 11 czerwca 1914, zm. 6 czerwca 1997). Rodzice aktorki rozwiedli się w 1939 roku, a dwa lata później Janka Gabor z córkami wyemigrowała do Stanów Zjednoczonych.

### Kariera
Karierę sceniczną Zsa Zsa Gabor rozpoczęła w Wiedniu. W 1936 roku Zsa Zsa została Miss Węgier. W 1941 roku wyemigrowała do Stanów Zjednoczonych i stała się poszukiwaną aktorką z „europejskim stylem, urokiem osobistym i wdziękiem”.
Po występie w programie The Milton Berle Show (1950), zadebiutowała na kinowym ekranie w komedii muzycznej Lovely to Look at (1952). oraz komedii romantycznej Uprzejmie informujemy, że nie są państwo małżeństwem (We're Not Married!, 1952) z Ginger Rogers i Marilyn Monroe. Najbardziej znanymi obrazami z jej udziałem są: dramat biograficzny Moulin Rouge (1952) w reżyserii Johna Hustona, melodramat muzyczny Lili (1953) i thriller Orsona Wellesa Dotyk zła (Touch of Evil, 1958), gdzie zagrała trzecioplanową rolę u boku Charltona Hestona i Marlene Dietrich. W 1958 roku w Los Angeles odebrała nagrodę specjalną Złotego Globu. W sumie wystąpiła w 64. filmach, w tym także w komedii Naga broń 2½: Kto obroni prezydenta? (The Naked Gun 2 1/2, 1991).

### Życie prywatne
Była 9 razy zamężna.
1. Po raz pierwszy wyszła za mąż w 1937 roku za tureckiego dyplomatę Burhana Belge (ur. 1899, zm. 1967). Cztery lata później (1941) była już rozwódką.
2. Drugim mężem, w dniu 10 kwietnia 1942 roku, został dziedzic hotelowy Conrad Nicholson Hilton (ur. 1887, zm. 1979), z którym ma jedyną córkę Constance Francescę Hilton (ur. 10 marca 1947 w Nowym Jorku). To małżeństwo przetrwało pięć lat, do roku 1947.
3. Następnie, 2 kwietnia 1949 roku poślubiła pochodzącego z Rosji aktora George’a Sandersa (ur. 1906, zm. 1972), z którym rozwiodła się 1 kwietnia 1954 roku.
4. 9 listopada 1962 roku poślubiła konsultanta finansowego Herberta Hutnera; z którym rozwiodła się 3 marca 1966 roku.
5. Joshua S. Cosden Jr. (od 9 marca 1966 do 18 października 1967).
6. Twórca lalki Barbie – Jack Ryan (od 21 stycznia 1975 do roku 1976).
7. Adwokat Michael O’Hara (1976-1982).
8. Pochodzący z Meksyku aktor i producent filmowy Felipe de Alba (ur. 1924, zm. 2005). Małżeństwo trwało tylko jeden dzień, od 13 kwietnia 1983 do 14 kwietnia 1983.
9. Jej ostatnim mężem był poślubiony 14 lipca 1986 roku niemiecki książę Frédéric von Anhalt (wł. Robert Lichtenberg, ur. 1943), syn policjanta i księżniczki Marie Auguste[3][13].

Zsa Zsa Gabor romansowała także m.in. z dominikańskim dyplomatą Porfirio Rubirosą (ur. 1909, zm. 1965), generałem Rafaelem „Ramfisem” Trujillo, synem dominikańskiego dyktatora, i przedsiębiorcą budowlanym Halem Haysem.
W listopadzie 2002 roku przeżyła wypadek samochodowy, przez który pozostała częściowo sparaliżowana i od tego czasu poruszała się na wózku inwalidzkim. W 2005 i 2007 roku przeszła dwa udary mózgu. W 2010 roku złamała biodro i przeszła pomyślnie operację wymiany stawu biodrowego.
W 2011 roku przeszła amputację prawej nogi, w obawie przed zakażeniem.
Zmarła 18 grudnia 2016 w Los Angeles na atak serca w wieku 99 lat.

## Filmografia
- 1952
  - Uprzejmie informujemy, że nie są państwo małżeństwem (We’re Not Married!) – Eve Melrose
  - Moulin Rouge – Jane Avril
  - Lovely to Look at – Zsa Zsa
- 1953
  - Historia trzech miłości (Story of Three Loves, The) – Flirciarka
  - Wróg publiczny numer 1 (L'Ennemi public no 1) – Lola la Blonde
  - Lili – Rosalie
- 1954: Wielki cyrk (3 Ring Circus) – Saadia
- 1956: Death of a Scoundrel – Pani Ryan
- 1958
  - Królowa kosmosu (Queen of Outer Space) – Talleah
  - Dotyk zła (Touch of Evil) – właścicielka klubu
  - Man Who Wouldn’t Talk, The – Eve Trent
- 1959: For the First Time – Gloria De Vadnuz
- 1960: Ninotchka
- 1962
  - Lykke og krone – w roli samej siebie
  - Koń, który mówi (Mister Ed) – Zsa Zsa
  - Droga do Hongkongu (Road to Hong Kong, The) – Cameo appearance (sceny usunięte)
- 1963: Prawo Burke’a (Burke’s Law) – Anna, pokojówka
- 1964: Prawo Burke’a (Burke’s Law) – komisarz Ilona Buda
- 1966
  - Picture Mommy Dead – Jessica Shelley
  - Nowa Alicja w Krainie Czarów (Alice in Wonderland or What's a Nice Kid Like You Doing in a Place Like This?) – Królowa kier
  - Drop Dead Darling – Gigi
- 1967: Bonanza (odcinek Maestro Hoss) – Madame Marova
- 1968: Batman – Minerva
- 1976: Won Ton Ton – pies, który ocalił Hollywood (Won Ton Ton, the Dog Who Saved Hollywood) – gwiazda na premierze
- 1979: Supertrain – Audrey
- 1980
  - Statek miłości (The Love Boat) – Annette Marquez
  - Men Who Rate a 10 – w roli samej siebie
- 1981: Fakty życia (The Facts of Life) – Countess Calvet
- 1982: Knots Landing – w roli samej siebie
- 1983: Matt Houston – Zizi
- 1984: Frankenstein’s Great Aunt Tillie – Clara
- 1985: Dziewczyny z Kalifornii (California Girls, TV) – w roli samej siebie
- 1987
  - Koszmar z ulicy Wiązów III: Wojownicy snów (Nightmare On Elm Street: Dream Warriors, A) – w roli samej siebie
  - Johann Strauss – Niekoronowany król (Johann Strauss – Der König ohne Krone) – Ciotka Amalie
- 1989: Hollywood on Horses – w roli samej siebie
- 1990: Miasto (City) – Babette Croquette
- 1991: Bajer z Bel-Air (The Fresh Prince of Bel-Air) – Sonya Lamor
- 1992: The Naked Truth – Stewardesa
- 1993: Bogate biedaki (The Beverly Hillbillies) – w roli samej siebie
- 1994
  - Kobiety Hollywood (Hollywood Women) – w roli samej siebie
  - That's Entertainment! III Behind the Screen – w roli samej siebie
- 1996: Grunt to rodzinka II (A Very Brady Sequel) – w roli samej siebie

## Nagrody
- Złoty Glob 1952 Nagroda Specjalna